# Gordon Benson
Pour les articles homonymes, voir Benson.
Gordon Benson né le 12 mai 1994 à Leeds  en Angleterre  est un triathlète  professionnel anglais.

## Biographie
Un an seulement après avoir obtenu la médaille de bronze au championnat du monde espoirs à Edmonton, Gordon Benson devient le premier médaillé d'or aux Jeux européens en remportant l'épreuve de triathlon aux Jeux européens de 2015 . En 2019, il devient champion d'Europe sprint en 2019 à Kazan  en Russie.

## Palmarès
Le tableau présente les résultats les plus significatifs (podium) obtenus sur le circuit national et international de triathlon depuis 2015.
| Année | Compétition                                        | Pays        | Position           | Temps           |
| ----- | -------------------------------------------------- | ----------- | ------------------ | --------------- |
| 2021  | Championnats d'Europe de triathlon en relais mixte | Autriche    | Médaille d'or      | 1 h 9 min 18 s  |
| 2019  | WTS Tokyo - relais mixte                           | Japon       | Médaille d'argent  | 1 h 26 min 33 s |
| 2019  | Championnats d'Europe de triathlon sprint          | Russie      | Médaille d'or      | 0 h 52 min 3 s  |
| 2019  | WTS Edmonton - relais mixte                        | Canada      | Médaille d'argent  | 1 h 20 min 23 s |
| 2015  | Championnats du monde de triathlon en relais mixte | Allemagne   | Médaille de bronze | 1 h 20 min 52 s |
| 2015  | Jeux européens                                     | Azerbaïdjan | Médaille d'or      | 1 h 48 min 31 s |
| 2015  | Coupe d'Europe - Etape de Melilla                  | Espagne     | Médaille d'or      | 1 h 53 min 49 s |